# Фюриоза: Сага за „Лудия Макс“
„Фюриоза: Сага за „Лудия Макс““ (на английски: Furiosa: A Mad Max Saga) е постапокалиптичен екшън-приключенски филм филм от 2024 г. на режисьора Джордж Милър, който е съсценарист с Нико Латоурис.
Той е спин-оф и предистория на „Лудия Макс: Пътят на яростта“, както и петият филм от поредицата „Лудия Макс“. Във филма участват Аня Тейлър-Джой, Крис Хемсуърт, Том Бърк и Ейла Браун. Снимките се проведоха в Австралия от юни до октомври 2022 г.
Световната премиера на филма се проведе във 77-ия филмов фестивал „Кан“ на 15 май 2024 г., и излиза по кината в Австралия от „Уорнър Брос Пикчърс“ и „Вилидж Роудшоу Пикчърс“ на 23 май 2024 г., и в Съединените щати на следващия ден.

## Актьорски състав
- Аня Тейлър-Джой – Император Фюриоза[5][6]
  - Ейла Браун – малката Фюриоза
- Крис Хемсуърт – Дементус
- Том Бърк – Пратоеца Джак[7]
- Лачи Хълм – Безсмъртния Джо / Риздейл Пел
- Нейтън Джоунс – Риктус Еректус
- Джош Хелман – Скротус
- Ангъс Сампсън – Органичния механик
- Чарли Фрейзър – Мери Джо Баса, майката на Фюриоза
- Куейдън Бейлс – Военно момче
- Даниел Уебър – Военно момче
- Джейкъб Томури – Макс Рокатански (камео)
- Елза Патаки – Генерал на Вулвалини

## Постпродукция
През март 2024 г., е разкрито, че Лейси Хълм ще изиграе младият и Безсмъртния Джо във филма, поемайки ролята от Хю Кийс-Бърн, който почина през 2020 г., след като го изигра в „Лудия Макс: Пътят на яростта“.

## Премиера
Премиерата на филма се състои във филмовия фестивал „Кан“ на 15 май 2024 г. и излиза по кината в Австралия на 23 май 2024 г. и в Съединените щати на 24 май от „Уорнър Брос Пикчърс“ и „Вилидж Роудшоу Пикчърс“. Оригинално беше насрочен да излезе на 23 юни 2023 г.

## В България
В България филмът излиза по кината на същата дата, разпространяван от „Александра Филмс“.